# Lijst van Friese kronieken tot 1600
Friesland kent een rijke geschiedschrijving. Onder Friesland voor 1600 verstaan we hier niet de huidige provincie Friesland, maar de optelsom van de (voormalige) Friese gebieden van West-Friesland via de Groninger Ommelanden, Oost-Friesland en Oldenburg tot Noord-Friesland, ook wel aangeduid als Groter-Friesland, waarvan de geschiedenis sterk met elkaar verweven is. In de late middeleeuwen sprak men wel over de Zeven Friese Zeelanden.
De belangrijkste grondleggers van de Friese geschiedschrijving zijn Worp van Thabor en Petrus van Thabor, Sicke Benninge, Eggerik Beninga, Cornelius Kempius, Hermann Hamelmann, Ubbo Emmius en (in een iets latere periode) Pier Winsemius en Christianus Schotanus. Daarnaast zijn er de anonieme auteurs die de grotendeels (fictieve) kronieken van Ocka Scharlensis en Johannes Vlieterp en vermeende kroniekfragmenten van Cappidus Stavriensis en anderen hebben geproduceerd. Een pionier bij de bestudering van oude teksten was de Duitse rechtshistoricus Karl von Richthofen. Het Provinciaal Friesch Genootschap heeft zich sinds de 19e eeuw beijverd om oude teksten te publiceren.

## Sagen en legenden
- Rudolfsboek ( eerste helft 13e eeuw)
- Magnussage
- Tractatus Alvinus
- Fon alra fresena fridome (eerste helft 14e eeuw)
- Hoe dae Fresen toe Fridom koemen (15e eeuw)

## Kloosterkronieken
De eerste geschiedschrijvingen ontstonden in enkele kloosters in Friesland en Groningen, met name in Aduard, Bloemhof, Klaarkamp, Lidlum, Mariëngaarde en Thabor.

### Cisterciënzerabdij Aduard

#### Uitgaven en vertalingen
- Hugo Franciscus van Heussen (ed.), Historia seu Notitia Episcopatus Groningensis, Leiden en Brussel 1719, p. 32-43 (Historia episcopatuum Belgii, dl. 2)
- H[ugo] van R[ijn] (ed.), Oudheden en Gestichten van Groningen en Groningerland, mitsgaders van het Land van Drent, Leiden 1724, p. 211-322
- H[ugo] van R[ijn] (ed.), Kerkelijke Historien en Outheden der Zeven Vereenigde Provintien, dl. 5, Leiden 1726, p. 325-353
- Franciscus Koppius, Specimen theologicum continens Vitas ac gesta abbatum Adwerdensium, Groningen 1850
- Hajo Brugmans, 'De kroniek van het klooster Aduard', in: Bijdragen en Mededeelingen van het Historisch Genootschap 23 (1902), 1-188, hier p. 35-110 (met bijlagen, waaronder kloosterrekening 1595)
- Jaap J. van Moolenbroek en J.A. Mol (Hans) (ed.), De abtenkroniek van Aduard: studies, editie en vertaling, Hilversum: Verloren; Leeuwarden: Fryske Akademy, 2010 (373 p.)

### Premonstratenzer klooster Bloemhof te Wittewierum

#### Handschriften
- Chronicon van Emo, beginregel: Fuit vir quidam moribus..., Kroniek van het klooster Bloemhof bij Wittewierum, geschreven 1204-1234 door magister Emo, eerste abt van het klooster Bloemhof. De kroniek wordt voortgezet door Menko.
- Chronicon van Menko, beginregel: Cronica ista cum moralibus opusculis..., geschreven van 1249 tot ca. 1275 in het klooster Bloemhof bij Wittewierum. Voortzetting van de Chronicon van Emo (1204-1234). De kroniek wordt voorafgegaan door een biografie van Emo, de voorganger van Menko.
- Continuatio ad chronicon Floridi Horti, beginregel: Anno Domini MCCLXXVI Rodulphus rex..., geschreven in het klooster Bloemhof bij Wittewierum door twee auteurs, waarvan de tweede misschien Folkerd (1284-voor 1317), 5de abt van het klooster Bloemhof is. Voortzetting van de Chronicon van Menko.

#### Uitgaven
- Uitgave

### Cisterciënzerabdij Klaarkamp te Rinsumageest
- Gesta Frisiorum, beginregel: Die almachtighe God, die onbegripelic is..., geschreven in het Klooster Klaarkamp te Rinsumageest (of het Klooster Thabor), ca. 1500

### Premonstratenser abdijen te Lidlum en Mariëngaarde

#### Uitgaven en vertalingen
- Dirk Aijelt Wumkes, Sibrandus Leo's Abtenlevens der Friesche kloosters Mariengaard en Lidlum. Met inleiding, aanteekeningen en register, Bolsward 1929 (ook hier)
- Herre Halbertsma, 'De kroniek van de witherenabdij "Mariëndal" te Lidlum. Een bron voor de kennis der Friese bouwkunst in de Middeleeuwen', in: Berichten van de Rijksdienst voor het Oudheidkundig Bodemonderzoek in Nederland 5 (1954), p. 94-136

- H.Th.M. Lambooij en J.A. Mol, Vitae Abbatum Orti Sancte Marie. Vijf abtenlevens van het klooster Mariengaarde in Friesland, Hilversum 2001
- H.T.M. Lambooij, Sibrandus Leo en zijn abtenkronieken van de Friese premonstratenzerkloosters Lidlum en Mariëngaarde. Een nadere studie, editie en vertaling, Hilversum 2008 (gearchiveerd)

### Klooster Thabor bij Sneek
Het klooster Thabor is ongetwijfeld het belangrijkste centrum voor de Friese geschiedschrijving geweest met vertegenwoordigers als de uit Rinsumageest afkomstige Worp van Thabor en Petrus Thaborita.

#### Handschriften
- Sneker kroniekje, beginregel: Anno Domini VIIc ende LXXI doe ontfenc Vrieslant eerst..., geschreven in het klooster Thabor tussen 1464 en 1476
- Historie van Vrieslant, beginregel: In 't jaer ons Heren seven hondert ende LXXXI doe ontfene Vrieslant..., geschreven door Peter Jacobsz. van Thabor (Petrus Thaborita) in de eerste helft van de 16de eeuw (na 1527).

- 1500 De situ, de quantitate et qualitate terrae Phrisiae / Vorperius Taborita. - [S.l.], [ca. 1500]. - … p. ; fol Vorperius Taborita is Worperus Tyaerda ex Renismageest.
- 1500 Uit de chronijken Worperii van Renismageest, prioris in Thabor. - [S.l.], ca. 1500. - … p. ; fol Dit handschrift bevat vier boeken in de Nederduitsche taal, de drie eerste vertaald, waarschijnlijk naar handschrift Cronicorum Frisiae libri tres ….
- 1500 Versio Latina Vorperii Thaboritae. - [S.l.], ca. 1500].
- 1500 Worperi Thaboritae Chronicon. - [S.l.], [ca. 1500]. - … p. ; fol Worperus Thaborita is Worperus Tyaerda ex Rinsumageest. - Handschrift. Dit handschrift, zeer fraai met een Duitse letter geschreven is voor de Franeker bibliotheek aangekocht uit de boekerij van de hoogleraar J. Schrader. Tegenover p. 1 op het schutblad staat nog aangetekend: "Vide de hoc Vorpero Suffrid. Petri de scriptor Fris. Dec. X. 8. p. 133-138, ubi memorat codices MSS. hujus Chronici quos vel ipse possedit, vel ab alliis habuit. In Biblioth. Amstelaedami habetur etiam cod. Ms. hujus Chronici." Dit exemplaar zal afkomstig zijn van P. Burmannus Secundus, die het zich had aangeschaft uit de bibliotheek van Andreas Schottus. Het schijnt dus voor de druk bestemd te zijn geweest. Het bevat slechts drie boeken in het Latijn, tot lib. III, 43. Het opschift van cap. 44 is doorgehaald, waarbij Burman schreef: "Reliqua desiderantur". -
- 1510 Worperi Thaboritae Chronicon Frisiae. - [S.l.], [ca. 1510]. - … p. ; fol Worperus Thaborita is Worperus Tyaerda ex Rinsumageest. - Handschrift. Gebonden in twee banden beslaat 520 p. schrifts, met wit papier doorschoten. De baron thoe Schwartzenberg en Hohenlansberg liet dit afschrift vervaardigen, zie voorrede Chtb. II, p. LXXXVII. Daartoe werden vijf handschriften gebezigd, waaronder twee door P. Burman uit Amsterdam werden overgezonden. Achter de titel staat een aantekening: De vita et scriptis Vorperi, welk stuk voor het HS. der Amsterdamsche Bibliotheek was geplaatst en verkort is uit Suff. Petrus, volgens de kanttekening van Herbell van wiens hand ook de varianten zijn. Dit handschrift bevat de vier boeken en het vijfde gedeeltelijk, lopende tot 1510. Het breekt midden in een zinsnede af, waarbij aangetekend staat: "Zie het mankerende in het exemplaar van den heer J. de Kempenaer te Franeker.". – 2 dln.
- 1500 Chronicon Frisiae libri tres, nuper inventi ac nondum aediti, tractantes ac docentes primo, de quantitate et qualitate terrae Frisiae ac moribus Frisiorum : secundo, quomodo, quando, et per quos primum Christiani fides praedictata sit in Frisia, ac deinde de proeliis Frisiorum cum comitibus Hollandiae ac Episcopis Trajectensibus gestis / autore Worpio Tyaerda, ex Renismageest. - [S.l.], [ca. 1500]. - … p. ; fol Handschrift. Op deze drie boeken volgt met een nieuwe paginering: "Hier begint dat vierde boeck der cronyken van Frieslant, tracterende die gesten, die geschiedt zijn in Oostergoo, Westergoo ende Seven Wolden van die tyt, dat Hartoch Albert van Beyeren, Grave van Hollandt etc. wt Frieslandt worde verdreven, a. duysent drie hondert ende negen ende tnegentich, tot dat Hartoch Albert van Sassen weder in Frieslandt worde gehuldicht, Anno XIII. ende acht ende tnegentich". – Dit ex. is vermeld in de voorrede voor het Chtb. van Vriesland, II, p. LXXVIII
- 1522 Chronicon / Worperus Thaborita. - [Bolsward], [1522]. - … p. ; fol Worperus Thaborita is Worperus Tyaerda ex Rinsumageest. - Handschrift. Dit afschrift is vervaardigd te Bolsward door M. Wilhelmi, blijkens het onderschrft: "Dämo Mathias Guilhelmi, prehendatus in ecclesia Bolswerdiensi, scripsit hos libros Chronicoru[m] Phrisic." Het bevat de drie eerste boeken in het Latijn en het vierde en vijfde boek in het Nederduits, en gaat tot op het jaar 1522. Volgen een eigenhandige aantekening van de Raadsheer Jan de Kempenaer, Dankertszoon, is dit exemplaar door hem in 1777 gekocht op een auctie, gehouden door Chalmot te Leeuwarden, en is het vervolgens het eigendom geworden van de bibliotheek der Academie te Franeker. - Met reg.
- 1522 Cronica Hollandiae, Zeelandiae et Frisiae, beginregele: Laudemus viros gloriosos et parentes nostros..., geschreven in het Klooster Thabor, door Hendrik van Gouda, voltooid in 1522.
- 1523 Chronicon Frisiae, beginregel: Frisia est regio inferioris Germaniae..., geschreven door Worp van Thabor in 1517-1538.
- 1550 Chronicon Frisiae ad 1357 / [Worp van Thabor]. - [S.l.], [ca. 1550]. - [I], 198 p. ; 30 cm Worp van Thabor is Worp Tyaerda van Rinsumageest. - Handschrift. Paginering van 1 tot 100. Fol. 10, 15, 76 en 77 ontbreken. Bevat boek I-III. In latere hand betr. de jaren 1396-1398. –
- 1565 Friesche kronijk, boek 1-4 / [Worp van Thabor]. - [S.l.], [ca. 1565]. - [I], 376 p. ; 21 cm Worp van Thabor is Worp Tyaerda van Rinsumageest. - Handschrift. Coll. Herbell, no. 8. Met hs.-aant. van Suffridus Petrus en S.A. Gabbema. –
- 1571-1580 Chronicorum libri III / [Worp van Thabor] . Landboekfragmenten / Keimpe van Martena . Kroniek, bk. I-IV / Ocko Scharlensis . Formulierenboek voor koopbrieven, rentebrieven en andere notarieel-juridische stukken. - [S.l.], [1571-1580]. - 740 p. ; 30 cm Worp van Thabor is Worp Tyaerda van Rinsumageest. - Handschrift. Paginering: 1-223. (Worp-Martena 185-188 ontbreekt): I-LXCXXVII (Ocko); 326-418. Ocko, Kroniek boek IV gedeeltelijk.
- 1577 Friesche Kronijken / [Worp van Thabor en Keimpe van Martena]. - [S.l.], 1577. - 740 p. ; 30 cm Worp van Thabor is Worp Tyaerda van Rinsumageest. - In bezit geweest van J.M. van Beyma toe Kingma. Bevat: Worp, boek I-III en boek IV-V vermengd met stukken van Martena. Na boek V (fol. 312) voortgezet tot 1545. Paginering: 1-99 (boek I-III); 1-85 (boek IV); 16-466 (boek V en vervolg; fol. 1-16 ontbreken).
- 1581 Onvolledige chroniek / [Worp van Thabor] ; copie van Dirck Freerckzn. - [S.l.], 1581. - 861 p. ; 21 cm + reg Worp van Thabor is Worp Tyaerda van Rinsumageest. - Bevat: Boek IV behalve begin en boek V.
- 1710 Chronicon sive historiae Frisiae / [Worp van Thabor] ; cum notis C. van Alkmade (Cornelis van Alkemade) et P. van der Schelling (Pieter van der Schelling). - [S.l.], [ca. 1710]. - [I], 198 p. ; 30 cm Worp van Thabor is Worp Tyaerda van Rinsumageest. - Handschrift. Paginering van 1 tot 187. (120-129 overgeslagen) Bevat boek I-III. – Copie van Hs 1375. – Paginering: boek I-III = fol. 1-124; boek IV = fol 1173. Vgl. voor datering fol. 124 v. – Fr. Gen.: aanwinst 1939 PBF Sign.: Hs 1376 Kronijk van Friesland / [Worp van Thabor]. - [S.l.], [ca. 1710]. - 639 p. ; 34 cm + reg Worp van Thabor is Worp Tyaerda van Rinsumageest. - Inhoud: Boek I-IV. – Copie van Hs 1376. Beide hss. afkomstig van fam. Rinia van Nauta.
- 1867-1868 Vijfde boek der kronijken van Friesland, met bijlagen betr. Bolsward : copie/ [Worp Tyaerda van Rinsumageest] ; door Harmen Eilers, t.b.v. de uitg. door J.G. Ottema, Leeuwarden 1871. [Leeuwarden], 1867-1868. - 476 p. ; 34 cm Oud sign.FG: II a 8. PBF Sign.: Hs 1381.

#### Uitgaven
- 1824-1827 H.W.C.A. Visser en H . Amersfoordt, ed., Peter Jacobsz. van Thabor, Historie van Vrieslant, in: Archief voor vaderlandsche, inzonderheid Vriesche geschiedenis, oudheid- en taalkunde, 1e stuk (1824), p. 1-110; 2e stuk (1827), p. 125-264; 3e stuk (1828), p. 265-440; herdruk, met inleiding door Regnerus Steensma, De Tille, Leeuwarden 1973

- 1847 Worp Tyaerda ex Renismageest, Chronicorum Frisiae libri tres, uitg. door het Friesch Genootschap van Geschied-, Oudheid- en Taalkunde, Leeuwarden: G.T.N. Suringar, 1847 (viii, 196 p.)
- 1850 J.G. Ottema, 'Verslag over eenige handschriften der Chronijk van Worp van Thabor (vervolg)', in: De Vrije Fries 3 (1844), p. 105-149; 5 (1850), p. 71-85
- 1850 Worp Tyaerda van Rinsumageest, Vierde boek der Kronijken van Friesland, bevattende de geschiedenis van de vijftiende eeuw, uitg. door het Friesch Genootschap van Geschied-, Oudheid- en Taalkunde, Leeuwarden: G.T.N. Suringar, 1850
- 1871 Worp Tyaerda van Rinsumageest, Vijfde Boek der Kronijken van Friesland, bevattende de geschiedenis van het begin der zestiende eeuw, uitg. door het Friesch Genootschap van Geschied-, Oudheid- en Taalkunde, Leeuwarden: H. Kuipers, 1871 (376 pp.)

## Andere handschriften
- Historia Frisiae en Descriptio Frisie, in een handschrift van Hartmann Schedel te Neurenberg, 1492-93 (BSB Clm 461)[1]
- Annalen en memoires van Edo Jongama.
- ca. 1250 Fon alra Fresena fridome, beginregel: Thit was to there stunde..., bewerking in rijm van het (valse) vrijheidsprivilege van Karel de Grote voor de Friezen, van een anonieme schrijver, vermoedelijk uit de eerste helft van de 13de eeuw.
- ca. 1450 Hoe dae Friesen Roem wonnen, beginregel: Bida ala tidum was deer en wys man..., een verhaal over de verovering van Rome door de Friezen omstreeks 800 en de daarop gevolgde verlening van het vrijheidsprivilege, van een anonieme schrijver, vermoedelijk uit de tweede helft van de 15de eeuw.
- Gesta Fresonum, beginregel: Die almachtighe God, dier onbegripelick is... Zie c.
- De Phrisonum gestis, moribus et bellis, mogelijk in klooster Thabor, ca. 1524-1530: Auctorum scripta de Phrisii...
- Historia Fresiae:
- Aldfrysk Kronykje, beginregel Als wy lesset in cronicis... (tot 1248)
- Die olde Freesche cronike, beginregel: In den olden croniken vijnt men bescreven... (tot 1248)
- Kroniek van Friesland, beginregel: Item doemen screff VIIc ende LXXXI doe ontfijngh... (781-1337)
- Coronike van Vrieslant, beginregel: Als wij lesen in der coronike, datter waren drie ghebroederen... (tot 1432)
- Vriesche Aenteyckeninge, beginregel: Tha ma screef fan ther bertha unses Heran Ihesu Christi... (781-1478)
- Kroniek van Johan van Lemego in: Kroniek van Sicke Benninge (boek II), beginregel: In allen saken, die titlick sijnt ende verganclic, moet wesen een begin..., geschreven ca. 1425.
- Preliarius, recentiora Frisie bella continens, beginregel: Sancti confessoris Odulphi monasterium..., geschreven door Paul Rudolfsz. van Rixtel in 1517 (1794-1517)
- Aantekeningen van Ids Hoytes, eerste kwart 16de eeuw.
- Kroniek van Friesland, beginregel: Onversieuwns synt dye twye coningen in tlandt comin..., eerste helft 16de eeuw.
- Thet Freske riim, rijmkroniek van 1670 versregels, beginregel: Ik sculde sega of ic cude..., geschreven tussen 1509 en 1515
- De saun Fryske Selannen, beginregel Hec sunt septem Zelandie...
- Tractatus Alvini, beginregel: Nu wil ic anfaten dat Vrieske rijm in Dutsche omme gheset, proza tekst en rijmverzen, geschreven na 1399 en voor 1512.
- Verhaal over de vroegste geschiedenis van de Friezen, beginregel: Men fynt indae spegel fan Sassen... (tot ca. 850)
- De Frisiorum situ, beginregel: Deo excelsis, a quo et haec inter omnia procedunt..., geschreven 1498-1499.
- Kroniek van Friesland, beginregel: Onversieuwns synt dye twye coningen in tlandt comin..., geschreven: eerste helft 16de eeuw
- 1550 Boeck der partijen ; articulen van foerantwording / Jancko Douwama. - [S.l.], [ca. 1550]. - 870 p. ; 30 cm Rugtitel: Cronyck van Vriesland. – Eigenaarsmerk: Petrus Scriverius. – Achterin: wapen van Douwe Wnema Douwama en echtgen. en naam: Sirèkus Harsma. - Verg.: Jancko Douwama's geschriften, Leeuwarden 1849, inleiding, p. 14 (hs. B.). – Oud sign. FG: II b 25 PBF Sign.: Hs 1401
- 1700 Chronijk van Groningen enz. / Johan van Lemmege en Sicke Beninga. - [S.l.], [1597-18e eeuw]. 3 dl. ; fol Deze band bevat drie handschriften, het eerste van ca. 1600, het tweede van ca. 1597 en het derde van de 18e eeuw. - Het eerste behelst de "Chronica van Groninger Land", gedrukt in Ant. Mattheus' veteris aevi analecta, I, blz. 69-85, zonder hetgeen het aldaar voorafgaat "Van de seven Zeelanden". Dan volgt fol. 12ro, "Privilegium Frisonum" van Karel den Grooten. Het tweede handschrift bevat fol. 1-271 de Chronijk der Vriescher landen, uitgegeven door M. Brouërius van Nidek, Anal. med. aevi, 1e dl., blz. 1-432, waarachter eene lijst van magistraatsleden van Groningen 1594-1597. Het derde, jonger handschrift, bevat eene gelijke lijst van magistraatsleden van Groningen van 1594-1596. - Alle drie zijn in net en duidelijk schrift. Herkomstig uit de bibliotheek van Mr. J.W. Keiser.
- 1700 Cronicken des Vriesche landen enden den seven zelanden / Sicke Benninge [en Joh. de Lemmege]. - [S.l. : s.n.], [ca. 1700]. - 732 p. ; 34 cm Kopie. - Rugtitel: Chronyk / Sicke Beninga en Joh. de Lemmege. - Met sierinit. en rubricatie in rood en groen. – Eigendomsmerk: Mr. J.W. Keiser. – Oud sign. FG: II a 10 PBF Sign.: Hs 1386.
- 1700 Cronijcken der Vriescher landen en der zeven zeelanden / Sicke Benninge. - [S.l. : s.n.], [ca. 1700]. - 658 p. ; 34 cm Afschrift. - Rugtitel: Cronyk van Vriesland … [etc.], nummer 23e. - Paginering: p. 1-105 (dl. 1-2), p. 1-553 (dl. 3). - Uitgeg. in: Werken hist. gen., n.s., 48 (dl. 1-2); en in: Analecta medii aevi …; dl. 3. – Eigenaarsmerk: A.J. Andreae, Kollum PBF Sign.: Hs 1396.

## Gedrukte kronieken
- 1465 Een historische kronyk, waarvan het eerste gedeelte loopt van Adam tot de prediking van den H. Willibrord. Het tweede, dat niet afgewerkt is, heeft tot opschrift: "Hier beghinett een suuerlick cronyck van keyseren, pausen ende anderen Herren, ghecompileert van meister pieter cancellier van Parys. - [S.l.], [ca. 1465].
- 1536 Jarichs, Sybe, Een corte cronike van Westvreislant, Groningherlant unde Oestvreislant Kampen, Evertszoon, Jan voor Tielman, Groningen, 1536 (diverse herdrukken. o.a. Kampen 1563, opnieuw in Analecta medii aevi, 1725).
- 1537 Aykema, Tjalling, Een cleyn cronike daer mitten corsten begrepen wordt, wo ende mit wat manier die Gelreschen den dam vast gemaket ... ende hoe Wedde, Coverden, Diepnum ende den Kynchorst bi Meppel ghewonnen bint Kampen, Evertszoon, Jan voor Tielman, Groningen, 1537 (kroniek van de Ommelanden 1533-1536)
- 1588 Cornelius Kempius (ca. 1516-1587), De origine, situ, qualitate et quantitate Frisiae, et rebus a Frisiis olim praeclare gestis, libri III. [Over den oorsprong, de gelegenheid, de hoedanigheid en de grootte van Friesland en de roemruchtige daden, vroeger door de Friezen bedreven], Coloniae Agrippinae, Gosvinus Cholinus. 1588. 8vo. Perkament, scharnier bovenplat gerepareerd. Met drukkersmerk, 9 fraaie Friese kostuumprenten in houtsnede in de tekst en 1 houtsnede vorstellende een penning. (XXIV),342,(6)p. Stempel op titel. (500-800)* Cornelis Kempius Dokkum (1520?-1589) studeerde in Keulen, werkte voor de Staten van Friesland en Groningen. Was betrokken bij het 'verraad' van Rennenberg. Haitsma Mulier 267: Nijhoff/van Hattum 1588.
- 1830: Jancko Douwama's geschriften, uitg. door het Provinciaal Friesch Genootschap, dl. 1, Workum, 1830
- 1835 Thet Freske Riim met aanteekeningen van E. Epkema, voorafgegaan door eene levensschets van laatstgenoemden door J. van Leeuwen. Uitgegeven door het Provinciaal Friesch Genootschap ter beoefening van Friesche geschied-, oudheid- en taalkunde. Gedrukt bij H. Brandenburgh te Workum, 1835.
- 1837 Gesta Fresorum, uit de Apographa Juniana met Anteekeningen van J. W. de Crane. Workum 1837. 4.
- 1839 Hettema, M. Hoe dae Fresen toe fridom koemen. De Vrije Fries 1(1839) p.263-276.
- 1840 Richthofen, Karl von, Friesische Rechtsquellen (Berlin 1840).
- 1849: Jancko Douwama's geschriften: Boeck der partijen …, uitg. door het Friesch Genootschap, Leeuwarden, G.T.N. Suringar, 1849
- 1853 Friesch Genootschap van Geschied-, Oudheid- en Taalkunde (, Die Olde Freesche Cronike met Aantekeningen en Verbeteringen van E. Epkema; Gesta Frisiorum; M. Alvini Tractatus. Workum, H. Brandenburch en Zoon, 1853.
- 1853 Friesch Genootschap van Geschied-, Oudheid- en Taalkunde, Oude Friesche Kronijken ; Thet Freske Riim ; Gesta Fresonum ; Die olde Freesche Cronike ; Gesta Frisiorum ; M. Alvini Tractatus, Leeuwarden, G.T.N. Suringar, 1853.
- 1853 Friesch Genootschap van Geschied-, Oudheid- en Taalkunde, Werken ; Thet Freske Riim ; Gesta Fresonum ; Die olde Freesche Cronike ; Gesta Frisiorum ; M. Alvini Tractatus, Leeuwarden, G.T.N. Suringar, 1853.
- 1853 Friesch Genootschap. Gesta Fresonum. Die Olde Freesche Cronike. Gesta Frisiorum. M. Alvini Tractatus, Leeuwarden, Suringar, 1853. 4to, Pp. (4), 85 - 377. Half-linnen. Werken uitgegeven door het Provinciaal Friesch Genootschap ter Beoefening der Friesche Geschied-, Oudheid- en Taalkunde. De eerste 2 verhandelingen in deze verzamelbundel worden gevormd door: Gesta Fresonum, uit de Apographa Juniana, met Aanteekeningen, voorafgegaan door eene voorlezing over Franciscus Junius van Mr. J.W. de Crane (gedaan in de vergadering van het Genootschap op 22 Junij 1829); zij vormen resp. pp. 117-189 & 85-116 van dit convoluut); deze 2 delen zijn deel 2:2 van de Werken uitgegeven door het Provinciaal Friesch Genootschap, uitgegeven in 1837 en gedrukt bij H. Brandenburgh te Workum (de oorspronkelijke titelpagina van deze uitgave is los bijgevoegd). De rest van het convoluut wordt gevormd door deel 2 van de Werken van het Genootschap: De Oude Friesche Kronyken, in 1853 gedrukt bij H. Brandenburgh te Workum en bestaande uit: a/ Die Olde Freesche Cronike, met aanteekeningen en verbeteringen van E. Epkema (pp. 191-297), b/ Gesta Frisiorum (pp. 281-306) en c/ M. Alvini Tractatus (pp. 307-376). In dit convoluut is "Thet Freske Riim" vervangen door de "Voorlezing over Junius" van De Crane (die overigens al in 1842 was overleden).
- 1853 Oude Friesche Kronijken (Thet Freske Riim, Gesta Fresonum, Die olde Freesche Cronike, Gesta Frisiorum, M. Alvini Tractatus) 1853;
- 1866 Lex Frisionum / edente [cum praefatione] Karolo de Richthofen ; repetita curis Societatis Frisiacae ; accedit recensio B. J. Lintelo de Geer. - Leovardiae, 1866. - l, 195 p. - Note: Titel ook in het Nederlands.
- 1881 De origine Frisonum; De nominibus et loquela eorum ; Adagia Frisonica / Regnerus Bogerman. - [S.l. : s.n.], [16e eeuw]. - … p. ; fol Met hs. aant. van verm. S.A. Gabbema. - Zie ook: Taalkundige bijdragen tot den Frieschen tongval; II, p. 163-190. – Zie voor overige ann.: Systematische catalogus der Provinciale Bibliotheek van Friesland; dl. 5 (1881) PBF Sign.: 364 Hs.
- 1887 Benninge, Sicke. De kroniek van Sicke Benninge : 1e en 2e deel (kroniek van Van Lemego) / uitg. en met kritische aant. voorz. door J. A. Feith ; met eene inl. van P. J. Blok. - Utrecht : Kemink, 1887. - IV, LVIII, 183 p. ; 22 cm. - (Werken uitgegeven door het Historisch Genootschap. N.R. ; no. 48).
- 1887 Feith, J.A., en P.J. Blok, ed. en inl., De kroniek van Sicke Benninge, 1e en 2e deel (kroniek van Van Lemego) Werken van het Historisch Genootschap, gevestigd te Utrecht, nieuwe serie 48 (Utrecht 1887).
- 1888 Hoogland, A.J.J., ‘Conscriptio exulum Frisiae, de Friesche vlugtelingen in 1580’, in: AAU 16 (Utrecht 1888), 321-371
- 1938 Gesta Frisiorum: latijnse tekst waarop de Gesta teruggaan: Codex Monacensis lat. 461. 64 fotocopieën / met transcriptie door Heinrich Reimers. - [Spiekeroog], [ca. 1938]. - 64 p. ; 21 cm Gepubliceerd in: De vrije Fries; 35 (1939), p. 96 e.v. – Hierbij: 10 brieven en briefkaarten van H. Reimers, A.L. Heerma van Voss e.a., 1937-1939 PBF Sign.: Hs 1659.
- 1947 P. Sipma, Fon alra Fresena Fridome, Snits Sneek 1947.
- 1952 Campbell, Alistair (ed.), Thet Freske riim, Tractatus Alvini, 's-Gravenhage. Martinus Nijhoff, 1952
- 1952 Bruch, H., Kroniek der Friese Kronieken, antikritiek op Bolhuis' kritiek, Leeuwarden 1952 (met bronnenuitgave)
- 1961-1964 Hahn, L., en H. Ramm, eds., Eggerik Beninga: Cronica der Fresen, 2 dln. (Aurich 1961-1964).
- 1982 Bruch, H., ed., Johannes de Beke, Croniken van den Stichte van Utrecht ende van Hollant, RGP grote serie 180 (’s-Gravenhage 1982).
- 1999 Onno Hellinga, 'Pier Winsemius' afschriften van enkele historische aantekeningen van Isbrandus van Harderwijck (1559-1571) en van de Memorien van Matthijs Heymans (1571-1580)', in: De Vrije Fries 79 (1999), pp. 165-196 (met bronnenuitgave pp. 174-186).
- 2012 Hombergh, F.A.H. van den, en E.O. van der Werff (m.m.v. A.J. Rinzema), ed., Sicke Benninge Croniken der Vrescher Landen mijtten Zoeven Seelanden ende der stadt Groningen, 2 dln. ('s Gravenhage 2012)

## Apocriefe geschiedschrijving
Met de term apocriefe geschiedschrijving of 'volksgeschiedschrijving' wordt de niet-wetenschappelijke geschiedschrijving bedoeld, die ook wel wordt aangeduid als 'fantastische geschiedschrijving', omdat naast de historische gegevens ook aandacht wordt besteed aan fantastische verhalen, bijvoorbeeld over vuurspuwende draken en dergelijke. De belangrijkste vertegenwoordigers van dit genre zijn de fictieve auteurs Ocko Scharlensis en Johannes Vlietarp, wier fantasierijke kroniek over de jaren 313-1565 zou zijn bewerkt door Andreas Cornelius Stavriensis. De eerste uitgave dateert van 1597. Daarnaast It aade Friesche Terp uit 1677, toegeschreven aan de Friese taalpedagoog Johannes Hilarides en het bekende Oera Linda boek, dat wordt toegeschreven aan de kring rond François Haverschmidt

### Handschriften
- 1580 Kronieken van Frieslandt / Ocko Scharlensis ; copie door Jarich Douwes. - Ferwerd, 1580. - [II], 607, [34] p. ; 31 cm Reg. – In perkamenten band. - Op voorplat: Douwe van Sixma, en : Isaac Acronius. - Rugtitel: O=Scharlenses / Manuscript. - Verg. voor kopiist einde register: Jarichus Dominici Ferwerdiensis … 1580. Voorin aant. van H. Baerdt v. Sminia.
- 1580 Cronijcke ende waerachtige beschrijvinghe van Vrieslandt / eerst door Occam Scharlensen zeer vlitelick bijeen gheteeckendt, ende andermaell dorch Johannem Vlijterp weeder voornyuwedt ende voorbeeterdt, alsnu oock vangelijcken derdemaell deur Andream Cornell Stauriensem zeer neerstelyck ende getrouvelick geschiet is : alles tot nut orbaer voordeell ende wellbehaegenn van den nacomelingen ende liefte haer beminde vaederslant : geschreven d. Gerbrandt Jacobz. te Bolsward. – [Bolsward], 1580. – … p. ; fol Op het 1e blad staat: Gosselick Heerma heeft deesen cronick laeten schriven
- 1590 Chronicon Phrisiae, dat es: warachtige beschrivinge van Vrieslandt … / [Ocko Scharlensis] ; copie door Leo Sibrandus. - [Menaldum], 1590. - [LXVII], 863 p. ; 28 cm Leo Sybrandi. – Verg. voor copiist: titelp. en fol 432 r. - Met reg.
- 1592 Chronica Frisiae, dat es: warachtige ende eijgentlijcke beschrijvinge der geschiedenisse van Frieslandt … / [ Ocko Scharlensis] ; copie door Leo Sibrandus. - Slapper-terp, 1592. - [V], 1022, [73] p. ;
- 1594-1595 Chronica Frisiae, dat es warachtige bescrijvinge van Frieslandt, eerst bescreven … / [Ocko Scharlensis] ; copie door Haring Piebes. - [Pinjum], [1594-1595]. - III, 643, [36] p. ; 34 cm Bevat na einde 12e boek nog 5 pag. tekst. Verg. voor copiist en datum: fol 1 r. en fol. 320 r. Lederen stempelband met 2 koperen sloten. - Met reg. –
- 1596 Chronicon Phrisiae : dat is waerachtige beschriuinge van Frieslandt / eerst door Occam Scharlensem seer vlitich bijeengeteekent ende andermael door Johannem Vlieterp wederomme vernieut ende verbetert: als nu oock van gelicken ten daerden maele door Mr. Andream Stauriensem geschiet is alles tot nutte voorndele ende welbehaegen der naecoemelingen ende liefde van haer bemende vaderslandt. - [S.l.], 1596. - … p. ; fol Dit exemplaar heeft een titelpagina, welke overeenkomt met die van hs. 344; op de twee kolommen zijn familiewapens aangebracht, terwijl aan den voet de letters F.A.D. en het jaar 1596 vermeld zijn. De foliering komt bijna geheel overeen met Hs. 343
- 1669 Chronicon Phrisiae, dat es: warachtige beschriuinge ua[n] Vrieslandt … / eerst door Occam Scarlensis seer ulitich bij een geteeckent ende andermael door Joannes Vliterp wederomme vernieut ende verbeetert ; als nu oock van gelijcken tem derden maele door Mru. Andream Stauriensem geschiet is: alles tot nutte, voorndele ende welbehagen der nacoemelingen, ende liefde haers beminden vaderlant. - [S.l.], 1669. - … p. ; fol Handschrift aan Hs 343 gelijk, behalve dat hier de titel, netjes tussen twee kolommen, van de afschrijver schijnt te zijn. Op het voetstuk waarop de beide kolommen rusten: F.V.O., iets lager: I.P.V. 1594, en daaronder: Vilthetus, Henricides, Mullecampi Seruus Jesu Chr. in Minderschae 1669

### Uitgaven
- 1597 Occa Scarlensis, Johannes Vlietarp en Andreas Cornelius, Croniicke ende warachtige Beschryvinghe van Vrieslant. Beginnende nae des werelts scheppinghe drie duysent ende tseventich jaer ende deurende voorts tot nae de gheboorte Christi / duysent / vijf-hondert / vijfentsestich. Eerst door Ockam Scharlensem seer vlytelick by een gheteeckent, ende ander-mael door Joannem Vlitarp weder vernieut ende verb., als nu oock van ghelijcken ten derdemael door Andream Cornelium Stavriensem [ ...] geschiet is [...], Leeuwarden, Jac. Jansen 1597
- .1677 It aade Friesche Terp, of Kronyk der Geschiedenissen van de Vrye Friesen, toegeschreven aan Johannes Hilarides
- 1742. Occa Scarlensis, Johannes Vlietarp en Andreas Cornelius, Chronyk en waaragtige beschryvinge van Friesland, Beginnende na de Schepping der Weereld, met den Jare 3070. En eindigende na de Geboorte Christi, met den Jare 1565, Leeuwarden, Abraham Ferwerda, 1742, herdr. Workum 1753
- 1872 Thet Oera Linda bok : naar een handschrift uit de dertiende eeuw : met vergunning van den eigenaar, den heer C. over de Linden, aan Den Helder / bew., vert. en uitg. door J. G. Ottema. - Leeuwarden : Kuipers, 1872. - XXVI, 256 p. : ill. ; 24 cm

## Wetenschappelijke geschiedschrijving
- Rerum Frisicarum Historia, Ubbo Emmius, 1559
- Schotanus
- Pierius Winsemius

### Uitgaven
- 1596 Emmius, Ubbo 1547-1625. Rerum Frisicarum Historia, Franeker, Aegidius Radaeus, 1596; Leiden, Elzevier 1616.
- 1840 Aantekeningen uit Christianus Schotanus, de geschiedenissen kerkelyck ende wereldtlyck van Friesland oost en west, betr. Groningen over de jaren 433-1489 / G.J. Keiser. - [S.l. : s.n.], [ca. 1840]. - 8 p. ; fol Hierbij: Brieven aan G.J. Keiser betr. geschiedenis en oud-fries recht, 1840-1841, 6 stuks (Handschrift)
- 1982 Emmius, Ubbo 1547-1625. Rerum Frisicarum Historia, Franeker, Aegidius Radaeus, 1596; Leiden, Elzevier 1616. Ubbo Emmius. Rerum Frisicarum historiae Libri 60. 1616. German trans. by Erich von Reeken (Wörner, 1982).
- 1982 Emmius, Ubbo, Ostfriesland. Wörner, Frankfurt, 1982
- 1989 Emmius, Ubbo, Tussen Eems en Lauwers. Stad en Lande omstreeks 1600.
- 1989 Schoonbeeg, P., e.a., Ubbo Emmius. Friesland tussen Eems en Lauwers en de stad Groningen (Groningen 1989).
- 1989 Emmius, Ubbo, Tussen Eems en Lauwers. Stad en Lande omstreeks 1600.
- 1989 Waterbolk, E.H., Ubbo Emmius. Friesland tussen Eems en Lauwers en de stad Groningen. Stad en Lande omstreeks 1600 Groningen, Uitgeverij Holmsterland/SKF, Herdruk van de kroniek uit 1646, Groningen, 1989.
- 1989 Waterbolk, E.H. Ubbo Emmius. Friesland tussen Eems en Lauwers en de stad Groningen. Stad en Lande omstreeks 1600